# Ханзада Бегум
Ханзада Бегум (1478, Андіжан — 1544, Кабулхак) — тимуридська принцеса і старша дочка Умаршейха Мірзи, правителя Ферганської області. Сестра Захіріддіна Мухаммада Бабура — засновника Імперії Великих Моголів.

### Сім'я та походження
Ханзада Бегум народилася 1478 р. в Андижані, вона була старшою дочкою Умара Шейха Мірзи та його першої й головної дружини Кутлуг Ніґяр Ханум, принцеси Могулістана. Її молодший брат Бабур народився через п'ять років, в 1483 і згодом став засновником Імперії Великих Моголів в Індії, а також її першим імператором. Дідом Ханзади по батьківській лінії був Абу Саїд Мірза з Імперії Тимуридів, а її дідом по материнській лінії був Юнус-хан, Великий хан Могулістана. Таким чином, Ханзада була нащадкою Чингісхана по материнській лінії та нащадкою Тимура по батьківській.

### Шлюби

#### Шайбані Хан
У 1500—1501 роках конфлікт між братом Ханзади Бабуром та Шейбані-ханом досяг свого піку. Майже шість місяців Шайбані-хан тримав в облозі Бабура в Самарканді. Ніхто з впливових родичів Ханзаде та Бабура, таких як їхній дядько по батьківській лінії, султан Хусейн Мірза Байкара, правитель Хорасана, не надіслав Бабуру допомоги. У цей час Шайбані-хан відправив Бабуру послання, у якому пропонував, що якщо Бабур видасть за нього свою сестру Ханзаде Бегум, між ними буде міцний союз. За свідченням племінниці Ханзади, Гульбадан Бегам, «зрештою це мало бути зроблено, він віддав Бегум хану, а сам вийшов (з Самарканда)… землі Бадахшана та Кабула».
Згідно з Бабурнами, в 1500 році брат Ханзади Бабур був змушений залишити Самарканд після п'ятимісячної облоги Мухаммедом Шейбані-ханом, в цей час Ханзада перейшла до Шейбані-хана (як його частка військових бранців) згідно з Акбарнам. Генрі Беверідж пише, що, згідно Шайбані-намі, шлюб Ханзади з Шайбані-ханом був шлюбом за коханням. Він також передбачає ймовірність того, що «Бабур не згадав всіх обставин і що її — Ханзаду залишили в Самарканді, було частиною угоди Бабура з Шайбані». Ханзада Бегум (Тімурі) стала дружиною Шайбані-хана і народила сина Хуррамшаха.
Тітка Ханзади по материнській лінії, Міхр Нігяр-ханум, була захоплена Шейбані-ханом і примусово одружена з ним «як частина здобичі». У липні 1500 року вона розлучилася, коли Шайбані вирішив одружитися з її тимуридською племінницею Ханзаде-бегім, оскільки в ісламі незаконно, щоб і тітка, і племінниця були одружені з одним чоловіком.
Згодом Шайбані-хан передав сину Балхський регіон. Після смерті в Марві в 1510 Шайбані-хана Ханзада-Бегум (Тімурі) повернулася до свого брата Бабуру в Кундуз після 10-річної розлуки. У 1512 р. Хуррамшах помер.

#### Махді Ходжа
У 1511 році, у віці 33 років, Ханзада була повернута Бабуру в Кундуз шахом Ісмаїлом I (який переміг Шайбані в битві при Марві) з ескортом солдатів. Разом із Ханзаде прибув посланець шаха Ісмаїла з пропозицією дружби та обіцянкою розглянути військову допомогу за певних умов. Натомість Бабур відправив Вайс-хана Мірзу з дарами до двору Шаха Ісмаїла.
Другий шлюб Ханзади було укладено з Мухаммадом Махді Хваджею у невідому дату. Аннет Беверідж стверджує, що шлюб, можливо, відбувся невдовзі після її повернення. Ймовірно, возз'єднання Махді з Бабуром та його шлюб із Ханзадою відбулися десятиліття 1509—1519 років, про яке не збереглося жодних записів. Махді був із Бабуром з 1519 року і згодом часто згадується.
Ханзада, мабуть, не мала дітей після сина з Шайбані. Вона взяла на себе турботу про молодшу сестру Махді, Султанам Бегум, коли їй було два роки. Ханзада дуже любила Султанам, як рідну дочку. Згодом Султанам стала дружиною племінника Ханзади, принца Хіндала Мірзи, який був молодшим сином Бабура від дружини Ділдар Бегум.
Султанам і Хіндал одружилися в 1537 році, і їхній весільний бенкет був влаштований Ханзада Бегум. Відомий як «Таємничий бенкет», він був грандіозною подією, на якій були присутні незліченні імперські та королівські гості, а також високопоставлені придворні еміри. Гульбадан Бегім стверджує, що такий весільний бенкет раніше не влаштовувався для жодних інших дітей Бабура. Махді Ходжа подарував своїй сестрі та зятю Хіндалу велику кількість посагу, а Ханзада Бегум також піднесла екстравагантні подарунки.

## Смерть
Ханзада Бегум померла у Кабулхаку у вересні 1545 року, коли супроводжувала свого племінника Хумаюна, що прямував із Кандагара на зустріч зі своїм молодшим зведеним братом Камраном Мірзою. Протягом трьох днів вона страждала на лихоманку, яка призвела до її смерті на четвертий день. Ліки лікаря не допомагали. Спочатку її тіло було поховано в Кабулхаку, але через три місяці привезено до Кабулу і покладено в Садах Бабура, на місці поховання її брата.